# Disciphania unilateralis
Disciphania unilateralis là một loài thực vật có hoa trong họ Biển bức cát. Loài này được Barneby mô tả khoa học đầu tiên năm 1979.